# Аксельсен, Виктор
Виктор Аксельсен (дат. Viktor Lundager Axelsen; род. 4 января 1994, Оденсе) — датский бадминтонист, двукратный олимпийский чемпион в одиночном разряде (2020 и 2024), двукратный чемпион мира, многократный чемпион Европы, победитель Кубка Томаса.
Один из трёх европейцев, выигравших золото в бадминтоне, наряду с Поулем-Эриком Хёйером Ларсеном (1996) и Каролиной Марин (2016).

## Карьера
На Олимпийских играх 2016 года в Рио-де-Жанейро в полуфинале одиночного разряда уступил будущему чемпиону Чэнь Луну (14-21 15-21). В матче за третье место обыграл олимпийского чемпиона 2008 и 2012 годов Линь Даня со счётом 15-21 21-10 21-17.
Впервые стал первой ракеткой мира в сентябре 2017 года.
На Олимпийских играх в Токио Аксельсен был посеян под 4-м номером и выиграл золото, не проиграв ни одной партии в 6 матчах. Ни в одной из партии соперники не смогли набрать более 18 очков. В финале Аксельсен переиграл олимпийского чемпиона 2016 года Чэнь Луна со счётом 21-15 21-12. Именно Чэнь Луну Аксельсен проиграл в полуфинале Олимпийских игр 2016 года в Рио-де-Жанейро.
В августе 2022 года выиграл золото в одиночном разряде на чемпионате мира в Токио, не проиграв ни одного сета в 6 матчах.
На Олимпийских играх 2024 года в Париже Аксельсен вновь триумфально выиграл золото в одиночном разряде. В 6 матчах он опять не проиграл ни сета, а в финале разгромил чемпиона мира 2023 года из Таиланда со счётом 21-11 21-11. Аксельсен стал первым в истории европейцем, выигравшим более одного олимпийского золота в бадминтоне. Также он стал вторым бадминтонистом после китайца Линь Даня, дважды выигравшим золото в мужском одиночном разряде на Олимпийских играх. Аксельсен стал единственным бадминтонистом не из Азии, выигравшим медаль на Играх 2024 года. Все остальные 14 медалей достались азиатским игрокам.